# Stenocephalemys griseicauda
Espèce
Statut de conservation UICN

 LC  : Préoccupation mineure
Stenocephalemys griseicauda est une espèce de rongeur de la famille des Muridae, du genre Stenocephalemys, endémique d'Éthiopie.

## Taxonomie
L'espèce est décrite pour la première fois par le naturaliste français Francis Petter en 1972.

## Distribution et habitat
L'espèce se rencontre en Éthiopie de part et d'autre de la vallée du Grand Rift de 2 400 à 3 900 mètres d'altitude.

## Menaces
L'Union internationale pour la conservation de la nature la distingue comme espèce de « Préoccupation mineure » (LC) sur sa liste rouge.